# Pandaloidea
Pandaloidea Haworth, 1825 è una superfamiglia di crostacei decapodi appartenenti all infraordine Caridea. Racchiude crostacei sia pelagici che bentonici, diffusi in tutti gli oceani.

## Biologia
Sono ermafroditi proterandrici.

## Tassonomia
- Pandalidae Haworth, 1825
- Thalassocarididae Bate, 1888

## Pesca
Alcune specie della famiglia Pandalidae (per esempio Pandalus borealis) vengono pescate frequentemente.